# Pierre-Jean Audouin
Pour les articles homonymes, voir Audouin.
Pierre-Jean Audouin, dit « le Sapeur du Bataillon des Carmes », né le 24 décembre 1764 à Paris et mort le 11 mai 1808 à Bayonne, est un journaliste et un révolutionnaire français.

## Biographie
D’origine modeste, il se consacre au journalisme au début de la Révolution et devient rédacteur-directeur d’un périodique, Le Journal universel, ou les Révolutions du Royaume, qui paraît du 23 novembre 1789 au 14 prairial an III. Dans un avis publié dans le dernier numéro, il fait de la rareté et de la cherté du papier la cause de cet arrêt. Durant ces cinq années, le Journal universel a grandement évolué : en 1789, il se compose de lettres de provinces et d’un compte-rendu sommaire des séances de l’Assemblée constituante ; en 1790, une nouvelle typographie permet d’imprimer un compte-rendu complet et soigné des séances de l’Assemblée, ainsi que des nouvelles plus variées de France et de l’étranger, et le journal s’enrichit de nouveaux collaborateurs (notamment Jean-Louis Carra) ; en 1793, le journal ne reproduit plus que les séances de la Convention, Audouin analysant la situation militaire et politique dans un long éditorial.
Sur le plan politique, il se distingue lors de la fusillade du Champ-de-Mars, en juillet 1791, appelant le peuple à la résistance après la proclamation de la loi martiale. Élu député de Seine-et-Oise le 11 septembre 1792 avec 237 voix sur 670 votants, il siège sur les bancs de la Montagne. Lors du procès de Louis XVI, il vote en faveur de la mort et demande que l’exécution ait lieu dans les 24 heures. Il soutient les insurrections du 31 mai et du 2 juin 1793, qui amènent la chute des Girondins. Après le 9 Thermidor, qu’il soutient, il s’oppose à la réaction thermidorienne, s’opposant à libération des suspects.
Le 23 vendémiaire an IV, il est élu au Conseil des Cinq-Cents, où il prononce, le 23 messidor an V, un discours sur la liberté des cultes dans lequel il demande qu’aucune déclaration ne soit exigée des ministres du culte. Favorable au coup d'État du 18 fructidor an V, il prononce un éloge du Directoire le lendemain et propose que ce jour devienne journée nationale, quelques jours après.
Le 26 prairial an VI, il est nommé consul à Messine. Il abandonne la vie politique après le coup d'État du 18 brumaire.

## Sources
- Hervé Guénot, « Audouin, Pierre-Jean, dit le Sapeur du Bataillon des Carmes », in Albert Soboul (dir.), Dictionnaire historique de la Révolution française, Paris, Presses universitaires de France, 1989 (rééd. Quadrige, 2005, p. 58-59)
- Dictionnaire des parlementaires français de 1789 à 1889, tome 1, p. 114